# Lotus Elan
Lotus Elan é o nome de dois veículos distintos produzidos pela Lotus. A primeira série de carros foi produzida entre 1962 e 1975 com tração traseira. Já a segunda série foi produzida entre 1989 e 1995 com tração dianteira.